# 泉町 (太田市)
泉町（いずみちょう）は、群馬県太田市にある地名（町丁）。郵便番号は373-0845。

## 概要
宝泉地区にある町丁。

## 地理

### 近隣町丁
- 新田木崎町
- 粕川町
- 下田島町
- 中根町

## 世帯数と人口
2022年（令和4年）3月31日現在の世帯数と人口は以下の通りである。
| 町丁 | 世帯数  | 人口   |
| ---- | ------- | ------ |
| 泉町 | 535世帯 | 1178人 |

## 交通

### 鉄道
町内に鉄道は通っていない。

### 道路
- 国道354号
- 群馬県道311号新田上江田尾島線

## 施設
- ローソン太田泉町店
- 太田市役所 宝南センター